# Ármány és szenvedély
Az Ármány és szenvedély vagy Életünk napjai (eredeti cím: Days of Our Lives, röviden Days vagy DOOL) hosszú ideje műsoron lévő, az Amerikai Egyesült Államokban a NBC televízió napközben futó szappanoperája. Első adását 1965. november 8-án sugározták. Azóta már a világ számos országába eljutott. Az ISOAPnet minden hétköznap az előző adást reggel 10:00-kor megismétli. A legfrissebb részt naponta kétszer este is levetítik. A sorozat ötlete egy házaspártól, Ted Cordaytől és Betty Cordaytől, valamint Irna Phillipstől származik. Először 1964-ben jutott az eszükbe, hogy egy szappanoperát kellene készíteniük. A sorozat első részeit William J. Bell írta meg. A kezdetben félórás részeket 1975. április 21-től egész órások váltották fel.
Magyarországon az RTL Klub tűzte műsorára Ármány és szenvedély címmel, később a FEM3 Életünk napjai címmel.